# Nemanja Matić
Nemanja Matic (Szabács, 1988. augusztus 1. –) szerb válogatott labdarúgó, az Olympique Lyon játékosa.

## Pályafutása

### Košice
A Lazarevac-ból került át az MFK Košice-be. A kassai csapatban 2 szezon alatt 66 meccset játszott és 4 gólt szerzett. A Košice-ből már korábban több angol csapat is el akarta vinni, mint például a Middlesbrough, de ő végül 2009. augusztus 8-án a Chelsea-t választotta, ahol 4 éves szerződést kötött.

### Chelsea (2009–2011)
Nemanja Matić 2009 nyarán lett az FC Chelsea játékosa. A kettős állampolgársággal (szerb, szlovák) rendelkező labdarúgó az MFK Košice csapatában nyújtott teljesítményével hívta fel magára a figyelmet. Több angol élklub is csábította a tehetséges középpályást, aki végül a Chelsea-t választotta. Négy évre szóló kontraktust kötött a londoni Kékekkel. Debütálására sokat kellett várnia, november 21-én lépett pályára először, a Wolverhamton ellen, csereként. A szezonban még egyszer játszott a bajnokságban, az utolsó fordulóban a Wigan ellen.
A következő szezont kölcsönben a holland Vitesse csapatánál töltötte, 2011. július 1-jén pedig a Benficához csatlakozott.

### SL Benfica
Két és fél évet töltött a SL Benfica kötelékében, 2013-ban Európa-liga döntőt játszhatott a volt csapata ellen amelyet 2-1 arányban elveszítettek. A következő szezonban azonban bajnokságot és kupát nyert a Lisszaboni Sasok csapatával.
A portugál csapatban két és fél év alatt 77 mérkőzésen szerepelt és 6 gólt szerzett. 2013-ban megkapta az ,Év játékosa Portugáliában' díjat.

### Chelsea (2014–2017)
2014. január 15-én José Mourinho 25 millió euróért leigazolta a szerb középpályást. A 2014–15-ös szezon végén bajnoki címet és ligakupa győzelmet ünnepelhetett a Kékek csapatával, és bekerült az év csapatába.

### AS Roma
2022. június 14-én jelentették be, hogy az AS Roma csapatába igazolt 2023. június 30-ig.

### Rennes
2023. augusztus 14-én a Ligue 1-ban szereplő Rennes szerződtette 3 millió euró ellenében, Matic pedig két évre szóló szerződést írt alá.

### Olympique Lyon
2024. január 27-én 2,6 millió euróért szerződtette az Olympique Lyon 2026. június 30-ig.

### A válogatottban
Matić 2008. október 11-én debütált az U21-es szerb válogatottban, ahol csapata a dánok elleni Eb-selejtezőn 1–0-s vereséget szenvedett. A „Manya“ névre hallgató labdarúgó a 88. percben léphetett pályára, a gyenge teljesítményt nyújtó Petrovićot váltotta.
2008. december 14-én a felnőtteknél is bemutatkozhatott, Szerbia ekkor Lengyelországtól szenvedett 1–0-s vereséget. Matić az egész mérkőzést végigjátszotta.
2009-ben részt vett csapatával az U21-es Eb-n, pechjére azonban egyből az első mérkőzésen bokatörést szenvedett, s így ki kellett hagynia a többi a találkozót.
A felnőtt válogatottban első, mindeddig egyetlen gólját 2015. március 29-én szerezte a portugál válogatott otthonában elszenvedett 2-1-es vereség alkalmával.

## Sikerei, díjai
- MFK Košice
  - Szlovák labdarúgókupa
    - Győztes (1): 2009

- Chelsea FC
  - FA-kupa
    - Győztes (1): 2010

  - Angol labdarúgó-bajnokság (első osztály)
    - Győztes (1): 2009–10
    - Győztes (2): 2014–15

  - EFL Cup 2014–2015

- SL Benfica
  - Európa-liga döntős: 2012–2013
  - Portugál bajnok: 2013–14
  - Portugál Kupa győztes: 2013–14